# Liste de parfums par notes
La liste de parfums par notes est une classification de plus de 500 parfums commerciaux selon une centaine de notes, sans distinction entre  note de tête, de  note de cœur et de  note de fond.

## Absinthe
1. A Taste of Heaven (homme) de By Kilian Hennessy.
2. L'Âme d'un Héros de Jean-Paul Guerlain.
3. Fou d'Absinthe, l'Artisan Parfumeur
4. Douce-amère, Serge Lutens

## Agrumes
1. Allure Homme de Chanel.
2. Belle de Soleil de Fragonard.
3. CK One Summer de Calvin Klein.
4. Irresistible Apple de Bath & Body Works.
5. Iskander de Marc-Antoine Corticchiato.
6. L'air du temps de Nina Ricci.
7. Eau Des Jardins de Clarins.

## Amande
1. Love Always de Parfumerie Similaire.
2. Almond de Demeter.
3. Brit de Burberry.
4. Cinema d'Yves Saint Laurent.
5. Datura Noir de Serge Lutens.
6. L'Orientale d'Eau Jeune
7. Eau Gourmande Almond Coconut de Laura Mercier.
8. Hypnotic Poison de Parfums Christian Dior.
9. Jasmin Noir de Bvlgari.
10. L'instant Magic de Guerlain.
11. La Petite Robe noire de Guerlain.
12. Loukhoum de Keiko Mecheri.
13. My Queen de Alexander McQueen.
14. Tonka Imperiale de Guerlain.
15. Toujours Glamour de Moschino.
16. Vanille Amande de Comptoir Sud Pacifique.
17. Louve, de Serge Lutens
18. Amande Persane, Roger Gallet
19. Ambre Narguilé d'Hermès

## Amarena
1. Les Caprices de Lolita de Lolita Lempicka.

## Ambre
1. Alien de Thierry Mugler.
2. Alien Eau Luminescente de Thierry Mugler.
3. Allure Homme de Chanel.
4. Amber Absolute de Tom Ford.
5. Ambre Antique de François Coty.
6. Ambre nuit de Dior
7. Bronze Goddess d'Estée Lauder.
8. Carnation par Mona Di Orio.
9. Délices de Cartier.
10. Eau de Hongrie.
11. Erbe Marzoline]' d'Amanda Lacey.
12. ['Eau d'été]' de Jean Paul Gaultier.
13. Lux créé par Mona Di Orio.
14. Mage d'Orient de Comptoir Sud Pacifique.
15. Pure Poison de Parfums Christian Dior.
16. Ambre Sultan, de Serge Lutens
17. Ambre Russe, Parfum d'Empire
18. L'Ombre Fauve, Parfumerie Générale

## Baies roses
1. Elle d'Yves Saint Laurent Beauté.
2. Notorious de Ralph Lauren.
3. Si Lolita de Lolita Lempicka.
4. Pleasures d'Estée Lauder
5. Le parfum de Lalique
6. Miss dior de Dior

## Basilic
1. L'Âme d'un Héros de Jean-Paul Guerlain.

## Benjoin
1. Amor-Amor Elixir de Cacharel.
2. Coromandel de Chanel.
3. Ilaya de Le Monde en Parfum.
4. L'extase de Nina Ricci
5. Ambre Narguilé d'Hermès

## Bergamote
1. Acqua di Gio de Armani.
2. Le Chypre de Coty de François Coty.
3. Eau de Hongrie.
4. Eau fraîche de Cyrillus.
5. Eau sauvage de Parfums Christian Dior.
6. Irresistible Apple de Bath & Body Works.
7. Lovely pour Sarah Jessica Parker.
8. Mage d'Orient de Comptoir Sud Pacifique.
9. Mâle de Gaultier.
10. Shalimar, Guerlain
11. Replica - Beach Walk, Maison Martin Margiela.
12. Replica - Bubble Bath, Maison Martin Margiela.

## Bois
1. Allure Homme de Chanel.
2. Amor-Amor Elixir de Cacharel (bois exotique).
3. French Lover de Pierre Bourdon.
4. L'Ether de Lunx de Lunx (bois sucré).
5. Lalibela d'Aliénor Massenet (bois précieux).
6. Féminité du Bois, Serge Lutens

## Breu Branco(en)
1. Essência do Brasil Breu Branco d'Ekos.

## Brugnon
1. Eden de Cacharel.

## Cacao
1. Angel de Thierry Mugler, (chocolat).
2. [K IN2U him de Calvin Klein.
3. Elixir des merveilles d'Hermès International, (chocolat).
4. Elixir Pure Poison de Parfums Christian Dior, (fève de cacao).
5. Musc Maori, Parfumerie Générale

## Café
1. A men (homme) de Thierry Mugler, (grain de café).
2. Ice Men de Thierry Mugler, (café frappé).
3. Ilaya de Le Monde en Parfum, (café moka).
4. L'eau du Navigateur de l'Artisan Parfumeur (résines corsés de café)
5. Black Opium (femme) de Yves Saint Laurent (capuccino en note de tête)
6. Aomassai, Parfumerie Générale

## Cannelle
1. Ambre de Cabochard de Grès.
2. Ambre cannelle de Creed.
3. Bleecker Street de Bond no 9.
4. Coney Island de Bond no 9.
5. Irresistible Apple de Bath & Body Works.
6. L de Lolita Lempicka.
7. Murmure de VanCleef & Arpels.
8. Un Crime Exotique, Parfumerie Générale
9. Spicebomb de viktor & rolf
10. Vanille Cannelle de Comptoir Sud Pacifique.
11. Rousse de Serge Lutens

## Capucine
1. Eden de Cacharel, (feuille de capucine).

## Cardamome
1. Anglomania de Vivienne Westwood.
2. Brooklyn de Bond no 9.
3. Chinatown de Bond no 9.
4. Eau parfumée au thé vert de Bvlgari.
5. Ilaya de Le Monde en Parfum.
6. Nu de Yves Saint Laurent Beauté.
7. Versense de Versace.

## Cassis
1. Amethyst de Lalique.
2. Little Kiss de Salvador Dali.
3. Lovely Prism de Givenchy.
4. Love Story de Louis Féraud.

## Cèdre
1. A men (homme) de Thierry Mugler.
2. Lux créé par Mona Di Orio.
3. Mage d'Orient de Comptoir Sud Pacifique, (bois de cèdre).
4. Pure Poison de Parfums Christian Dior.
5. Rouge de Hermès.
6. Terre de Hermès.
7. Féminité du Bois, Lutens
8. Cèdre, Lutens

## Cerise
1. Black de Bijan.
2. Délices de Cartier, (griotte).
3. Kenzo Amour de Kenzo (fleur de cerisier).
4. La Petite Robe noire de Guerlain.

## Chèvrefeuille
1. Burberry London de Burberry.

## Cirse
1. Eau de Hongrie.

## Ciste
1. Le Chypre de Coty de François Coty.
2. Julia de Teo Cabanel.
3. Lalibela d'Aliénor Massenet.

## Citron
1. Cordon Vert de François Coty.
2. Eau d'Hadrien d'Annick Goutal.
3. Eau sauvage de Parfums Christian Dior.
4. Elle d'Yves Saint Laurent Beauté.
5. Erbe Marzoline d'Amanda Lacey.
6. Habit Rouge de Guerlain.
7. Lux créé par Mona Di Orio.
8. Mage d'Orient de Comptoir Sud Pacifique, (citron vert).
9. Replica - Jazz Club, Maison Martin Margiela.
10. Replica - Under the lemon trees, Maison Martin Margiela.(Kalamansi).

## Coquelicot
1. Astor Place de Bond no 9.
2. Flower by Kenzo Oriental de Kenzo.

## Coriandre
1. Coriandre de Jean Couturier.
2. Iskander de Marc-Antoine Corticchiato.

## Cuir
1. Fumerie Turque de Serge Lutens, (cuir fumé).
2. Kelly Calèche de Hermès.
3. Cuir de Russie, de Chanel
4. Cuir Vénénum, de Parfumerie Générale
5. Cuir Ottoman, de Parfum d'Empire
6. Cuir Mauresque, de Serge Lutens

## Églantine
1. Eden de Cacharel.

## Encens
1. Allure Sensuelle de Chanel.
2. Amber Absolute de Tom Ford.
3. Coromandel de Chanel.
4. Ilaya de Le Monde en Parfum.
5. Encens et Lavande de Serge Lutens
6. Passage d'Enfer de L'Artisan Parfumeur
7. Encens Flamboyant, d'Annick Goutal
8. Wazamba, Parfum d'Empire

## Épices
1. Allure Homme de Chanel.
2. Angel de Thierry Mugler.
3. Bronze Goddess d'Estée Lauder.
4. Chypre rouge de Serge Lutens, (aromates).
5. Cinéma Scénario d'Été d'Yves Saint Laurent Beauté.
6. Essência do Brasil Breu Branco de Ekos.
7. French Lover de Pierre Bourdon.
8. Habanita de Molinard.
9. L'Eau du temps de Nina Ricci.
10. Al Oud de l'Artisan Parfumeur
11. Arabie de Serge Lutens
12. Aziyadé de Parfum d'Empire
13. Noir Epices de Frédéric Malle

## Estragon
1. Iskander de Marc-Antoine Corticchiato.

## Feuilles vertes
1. L'Instant de Guerlain de Guerlain.

## Framboise
1. Addict Shine de Parfums Christian Dior.
2. Amethyst de Lalique.
3. Hot Couture de Givenchy
4. Insolence de Guerlain.
5. Julia de Teo Cabanel.

## Fleurs
1. L'Eau d'été de Jean Paul Gaultier, (fleurs blanches).
2. L'Eau du temps de Nina Ricci.
3. Jardins de Bagatelle de Guerlain
4. 3 Fleurs de Parfums d'Empire

## Fleurs deFrangipanier
1. Belle de Soleil de Fragonard.

## Freesia
1. Elle d'Yves Saint Laurent Beauté.
2. Forever and ever de Christian Dior
3. Freesia de Santa Maria Novella

## Gardénia
1. Cruel Gardénia de Guerlain.
2. Une Voix Noire de Serge Lutens

## Gingembre
1. CK One Summer de Calvin Klein.
2. Flower by Kenzo Oriental de Kenzo.
3. Ilaya de Le Monde en Parfum.
4. Five O'Clock Gingembre de Serge Lutens
5. Armani code femme de Giorgio armani

## Grenade
1. Inspiration de Lacoste.
2. Aziyadé de Parfum d'Empire

## Groseille
1. Little Kiss.

## Héliotrope
1. Amour de Kenzo.
2. Broadway Nite de Bond no 9.
3. Jaipur de Boucheron.
4. Rock'n rose de Valentino.
5. Musc de Mona di Orio

## Fleurs d'immortelle
1. Ambre Gris de Pierre Balmain.
2. Sables de Annick Goutal.

## Iris
1. Iris silver Mist de Serge Lutens
2. Armani Mania de Giorgio Armani.
3. Cher de Michel Klein.
4. Diva de Ungaro.
5. Eden de Cacharel, (iris d'eau).
6. Infusion d'Iris de Prada.
7. Irresistible Apple de Bath & Body Works.
8. Hiris de Hermès International.
9. John Galliano de John Galliano.
10. My Queen de Alexander McQueen.
11. No 5 de Chanel.
12. No 19 de Chanel.
13. Omnia de Bvlgari.
14. Samsara de Guerlain.

## Jacinthe
1. Eden de Cacharel.
2. Y de Yves Saint Laurent Beauté.

## Jasmin
1. 24, Faubourg de Hermès international.
2. Amarige Mariage de Givenchy.
3. Carnation par Mona Di Orio.
4. Délices de Cartier.
5. Eau de Hongrie.
6. Eau Jeune de L'Orientale.
7. Éclat de Jasmin de Armani Privé.
8. Ilaya de Le Monde en Parfum.
9. In Bali de Kenzo.
10. J'adore de Parfums Christian Dior.
11. Joy de Jean Patou.
12. Mage d'Orient de Comptoir Sud Pacifique.
13. A la Nuit, de Serge Lutens
14. Sarrasins de Serge Lutens
15. Drama Nuui de Parfumerie Générale

## Lavande
1. Brin de Réglisse d'Hermessence d'Hermès International.
2. Eau de Hongrie.
3. Eau fraîche de Cyrillus.
4. Mâle de Gaultier.
5. New Haarlem de Bond no 9.
6. Pour un homme de Caron
7. Encens et Lavande, de Serge Lutens
8. Mon Guerlain, Guerlain

## Lilas
1. Aqua Allegoria Angelique Lilas de Guerlain.
2. Champs Élysées de Guerlain.
3. Éclat d'Arpège de Lanvin.
4. Guilty de Gucci.
5. En passant, Frédéric Malle

## Limette
1. Cinéma Scénario d'Été d'Yves Saint Laurent Beauté.

## Litchi
1. Elle d'Yves Saint Laurent Beauté.
2. Envy Me de Gucci.
3. Flower by Kenzo Oriental de Kenzo.

## Fleur deLotus
1. Black Orchid de Tom Ford.
2. Blue de Ralph Lauren.
3. Euphoria Blossom de Calvin Klein.
4. Incanto Bliss de Salvatore Ferragamo.
5. Irresistible Apple de Bath & Body Works.
6. Omnia Crystalline de Bvlgari.
7. Pure DKNY de Donna Karan.
8. Un Jardin Sur Le Nil de Hermès.
9. Vera Wang de Vera Wang.

## Lysblanc
1. Beauty de Calvin Klein.
2. Amethyst de Lalique.
3. Ange ou démon de Givenchy.
4. Pretty de Elizabeth Arden.
5. Idylle de Guerlain.
6. The One de Dolce & Gabbana.
7. Un Lys de Serge Lutens.
8. Lys Méditerranée de Frédéric Malle
9. Baiser volé de Cartier

## Magnolia
1. Allure de Chanel
2. Amarige Mariage de Givenchy.
3. Bright Crystal de Versace.
4. Burberry Sport de Burberry.
5. For Women de Guess.
6. Hamptons de Bond no 9.
7. Hot Couture de Givenchy.
8. L'instant]' de Guerlain.
9. Miracle de Lancôme.
10. Young Sexy Lovely de Yves Saint Laurent beauté.

## Mandarine
1. Alien Eau Luminescente de Thierry Mugler.
2. Acqua di Gio de Armani.
3. Cinéma Scénario d'Été d'Yves Saint Laurent Beauté.
4. Cordon Vert de François Coty.
5. Eau d'Hadrien d'Annick Goutal.
6. Eau fraîche de Cyrillus.
7. Flower by Kenzo Oriental de Kenzo.
8. Inspiration de Lacoste.
9. L'Instant de Guerlain de Guerlain.
10. Lovely pour Sarah Jessica Parker.
11. Mandarin Mandarine de Serge Lutens

## Menthe
1. Antidote de Viktor&rolf.
2. CK One Summer de Calvin Klein.
3. Green Tea]' de Elizabeth Arden.
4. Harmattan Noir de Parfumerie Générale

## Miel
1. Angel de Thierry Mugler.
2. Armani Code de Giorgio Armani.
3. L'Instant de Guerlain.
4. Miel de Bois de Serge Lutens.
5. Soir De Lune de Sisley.
6. Wish de Chopard.
7. Indochine de Parfumerie Générale
8. "Tonka" de Réminiscence (odeur de miel très présente)

## Mousse
1. Le Chypre de Coty de François Coty, (mousse de chêne).
2. Chypre rouge de Serge Lutens.
3. Evidence de Yves Rocher.
4. First de VanCleef & Arpels.
5. Iskander de Marc-Antoine Corticchiato.
6. Mitsouko de Guerlain.

## Muguet
1. Diorissimo de Parfums Christian Dior.
2. Idylle de Guerlain.

## Mûre
1. Amethyst de Lalique.
2. Jeanne de Lanvin.
3. Mûre et Musc de L'artisan Parfumeur.
4. Mûre et Musc Extrême de L'artisan Parfumeur.
5. Touch de Burberry.

## Musc
1. A men (homme) de Thierry Mugler.
2. Amethyst de Lalique.
3. Burberry London de Burberry.
4. Carnation par Mona Di Orio.
5. Cruel Gardénia]' de Guerlain, (musc blanc).
6. Eden de Cacharel, (musc blanc).
7. Erbe Marzoline]' d'Amanda Lacey.
8. For Her de Narsico Rodriguez.
9. Habanita de Molinard.
10. Irresistible Apple de Bath & Body Works.
11. Iskander de Marc-Antoine Corticchiato.
12. Julia de Teo Cabanel.
13. L'Eau d'été de Jean Paul Gaultier.
14. Lovely pour Sarah Jessica Parker.
15. Muscs Koubïlai Khan de Serge Lutens.
16. Muscs Ravageurs de Frédéric Malle
17. Musc de Mona di Orio
18. Musc Maori de Parfumerie Générale
19. Clair de Musc de Serge Lutens
20. Musc Tonkin de Parfum d'Empire

## Noix de coco
1. Crystal Noir de Versace.
2. Bronze Goddess d'Estée Lauder.
3. Far Away de Avon.
4. Hypnotic Poison de Parfums Christian Dior.
5. Lalibela d'Aliénor Massenet.
6. Rock Princess de Vera Wang.
7. Datura Noir de Serge Lutens

## Noix de muscade
1. Ice Men de Thierry Mugler.

## Myrrhe
1. Ambre Sultan de Serge Lutens.
2. Bois d'Argent de Parfums Christian Dior.
3. Delicious Night de DKNY.
4. Ilaya de Le Monde en Parfum.
5. L'Ether de Lunx de Lunx.
6. Myrrhe Ardente de Annick Goutal.
7. Opium de Yves Saint Laurent Beauté.
8. Parfum Sacre de Caron.
9. La Myrrhe de Serge Lutens

## Œillet
1. Eden de Cacharel.
2. Vitriol d'œillet de Serge Lutens

## Orange
1. Amarige Mariage de Givenchy.
2. CK One Summer de Calvin Klein, (fleur d'oranger).
3. Classique]' de Jean Paul Gaultier, (fleur d'oranger).
4. Eau fraîche de Cyrillus.
5. Elixir des merveilles d'Hermès, (pulpe d'orange).
6. [ahrenheit 32 de Parfums Christian Dior, (fleur d'oranger).
7. Fleur du Mâle de Jean Paul Gautier, (fleur d'oranger).
8. Irresistible Apple]' de Bath & Body Works, (fleur d'oranger).
9. J'adore de Parfums Christian Dior, (fleur d'oranger).
10. L de Lolita Lempicka, (orange amère).
11. L'Instant de Guerlain de Guerlain, (orange sanguine).
12. Mage d'Orient de Comptoir Sud Pacifique, (fleur d'oranger).
13. Replica - By The Fireplace, Maison Martin Margiela, (fleur d'oranger).

## Orchidée
1. Ange ou Demon de Givenchy.
2. Black Orchid de Tom Ford.
3. Euphoria Blossom de Calvin Klein, (orchidée blanche).

## Osmanthus
1. B de Boucheron.
2. Flora de Gucci.
3. Inlé d'Aliénor Massenet.

## Pamplemousse
1. Addict 2 de Parfums Christian Dior.
2. Crystal Noir de Versace.
3. Incanto Heaven de Salvatore Ferragamo.
4. CK One Summer de Calvin Klein.

## Patchouli
1. A Taste of Heaven (homme) de By Kilian Hennessy.
2. Allure sensuelle de Chanel.
3. Amarige Mariage de Givenchy.
4. Angel de Thierry Mugler.
5. Burberry London de Burberry.
6. Le Chypre de Coty de François Coty.
7. Chypre rouge de Serge Lutens.
8. Éclat de Jasmin de Armani Privé.
9. Elle d'Yves Saint Laurent Beauté.
10. Ice Men de Thierry Mugler.
11. Irresistible Apple de Bath & Body Works.
12. L de Lolita Lempicka.
13. Lalibela d'Aliénor Massenet.
14. Lovely pour Sarah Jessica Parker.
15. Coromandel de Chanel
16. Bornéo 1834 de Serge Lutens
17. Intrigant Patchouli de Parfumerie Générale

## Pêche
1. Eden de Cacharel, (pêche de vigne).
2. Femme de Marcel Rochas.
3. Mitsouko de Guerlain.
4. Pour Femme de Bvlgari.
5. Samsara de Guerlain.

## Pivoine
1. Brit de Burberry.
2. Chinatown de Bond no 9.
3. Chloé Eau de Parfum de Chloé.
4. Elle d'Yves Saint Laurent Beauté.
5. Eau de parfum II de Gucci.
6. Flora de Gucci.
7. Incanto Dream de Salvatore Ferragamo.
8. Lalibela d'Aliénor Massenet.

## Poire
1. Brit de Burberry.
2. Idole de Giorgio Armani.
3. Lola de Marc Jacobs.
4. Petite Chérie d'Annick Goutal
5. Replica - Lazy Sunday Morning, Maison Martin Margiela.

## Poivre
1. Délices de Cartier, (poivre rose).
2. Poivre Piquant, L'Artisan Parfumeur
3. Replica - Coffee Break, Maison Martin Margiela.

## Pomme
1. Be Delicious de DKNY.
2. For Women de Guess.
3. Incanto Bliss de Salvatore Ferragamo.
4. Incanto Dream de Salvatore Ferragamo.
5. [ncanto Heaven]' de Salvatore Ferragamo.
6. Irresistible Apple]' de Bath & Body Works, (pomme rouge).
7. Lovely Prism de Givenchy, (pomme verte).
8. Nina de Nina Ricci.
9. Summer de Burberry, (pomme verte).
10. Ambre Narguilé]' d'Hermès (compote de pomme)

## Praline
1. Innocent de Thierry Mugler.
2. Irresistible Apple de Bath & Body Works.
3. Nina de Nina Ricci.
4. Oriens de VanClef & Arpels.

## Prune
1. Caline de Parfums Grès.
2. Feminité du Bois de Shiseido.
3. Femme de Marcel Rochas.
4. Hypnotic Poison de Parfums Christian Dior.
5. Incanto de Salvatore Ferragamo.
6. Inspiration de Lacoste, (mirabelle).
7. Irresistible Apple de Bath & Body Works.
8. Loulou de Cacharel.
9. Rumeur de Lanvin.
10. Secret Obsession de Calvin Klein.
11. The One de Dolce and Gabbana.
12. Decadence, de Marc Jacobs

## Raisin
1. Acqua di Gio de Giorgio Armani.
2. Eau de Hongrie, (esprit de vin).
3. Fumerie Turque de Serge Lutens, (raisin de Corinthe).

## Réglisse
1. Brin de Réglisse, Hermessence d'Hermès.
2. Jasmin Noir de Bvlgari.
3. Les Caprices de Lolita de Lolita Lempicka.
4. Premier Parfum de Lolita Lempicka.

## Rhum
1. Fumerie Turque de Serge Lutens, (vieux rhum).
2. Pure Turquoise de Ralph Lauren.
3. Virgin Island Water de Creed.
4. Ambre Narguilé d'Hermès (compote de pomme)

## Riz
1. Kenzo Amour de Kenzo.
2. Love de Chloé.
3. Valentino de Valentino.
4. Fils de Dieu du Riz et des Agrumes, de État Libre d'Orange

## Romarin
1. Eau de Hongrie.

## Rose
1. A Taste of Heaven (homme) de By Kilian Hennessy.
2. Burberry London de Burberry.
3. Cher de Michel Klein, (rose de Turquie).
4. Coco de Chanel.
5. Coco Mademoiselle de Chanel.
6. Classique de Jean Paul Gaultier.
7. Irresistible Apple de Bath & Body Works, (rose blanche).
8. J'adore de Parfums Christian Dior (rose de Turquie).
9. Joy de Jean Patou.
10. L'Ether de Lunx de Lunx.
11. Les Quatre Reines de l'Occitane.
12. Midnight Poison de Parfums Christian Dior.
13. Nahema de Guerlain.
14. No 5 de Chanel.
15. Rose confite de l'Occitane.
16. Rose Essentielle de Bvlgari.
17. La Fille de Berlin de Serge Lutens
18. Black XS L'excès pour Elle de Paco Rabanne
19. Une Rose, de Frédéric Malle
20. Portrait of A Lady, de Frédéric Malle
21. Brûlure de Rose, de Parfumerie Générale
22. Voleur de Rose, de l'Artisan Parfumeur

## Bois desantal
1. Chez Bond de Bond no 9.
2. Délices de Cartier.
3. Eden de Cacharel.
4. Irresistible Apple de Bath & Body Works.
5. Julia de Teo Cabanel.
6. Lux créé par Mona Di Orio.
7. Mage d'Orient de Comptoir Sud Pacifique.
8. Samsara de Guerlain.
9. Santal Majuscule, Serge Lutens
10. Santal 33, Le Labo.

## Tabac
1. Fumerie Turque de Serge Lutens, (tabac des Balkans corsé).
2. Tabac Tabou de Parfum d'Empire (Marc-Antoine Corticchiato, 2015 / tabac turque)

## Bois dethanaka
1. Kenzo Amour de Kenzo.

## Thé
1. Chemical Bonding par Ineke Rühland.
2. Eau parfumée au Thé Blanc de Bvlgari.
3. Eau parfumée au Thé Vert de Bvlgari.
4. Eau parfumée au Thé Rouge de Bvlgari.
5. Inlé d'Aliénor Massenet.
6. West Broadway de Bond no 9.

## Fleurs detiaré
1. Alien Eau Luminescente de Thierry Mugler.
2. Aloha Tiare de Comptoir Su Pacifique.
3. Bronze Goddess d'Estée Lauder.
4. Princess de Vera Wang.
5. Gucci by Gucci de Gucci.
6. Silences Purple de Jacomo.

## Baume detolú
1. L'Orientale d'Eau Jeune

## Fève tonka
1. Addict de Parfums Christian Dior.
2. Délices de Cartier.
3. Elixir des merveilles d'Hermès.
4. Mage d'Orient de Comptoir Sud Pacifique.
5. Mâle de Gaultier.

## Tubéreuse
1. Chinatown de Bond no 9.
2. Diva de Ungaro.
3. Femme de Marcel Rochas.
4. J'adore de Parfums Christian Dior.
5. Nocturnes de Caron.
6. Poison de Parfums Christian Dior.
7. Ricci Ricci de Nina Ricci.
8. Tubéreuse Criminelle, Serge Lutens
9. Tubéreuse Couture, Parfumerie Générale
10. Carnal Flower, Frédéric Malle
11. Nuit de Tubéreuse, L'Artisan PArfumeur

## Tulipe
1. Chelsea Flowers de Bond no 9.
2. High Line de Bond no 9.
3. Incandessence de Avon.
4. Parfum Subtil de Salvatore Ferragamo.
5. To Go Women de DKNY.

## Vanille
1. Addict de Parfums Christian Dior.
2. Allure sensuelle de Chanel.
3. Angel de Thierry Mugler.
4. Broadway Nite de Bond no 9.
5. Classique de Jean Paul Gaultier.
6. Elixir des merveilles]' d'Hermès.
7. Fahrenheit 32 de Parfums Christian Dior.
8. Habanita de Molinard.
9. Habit Rouge de Guerlain.
10. In Bali de Kenzo.
11. Irresistible Apple de Bath & Body Works.
12. L de Lolita Lempicka.
13. L'Eau d'été de Jean Paul Gaultier.
14. Lalibela d'Aliénor Massenet.
15. Lux créé par Mona Di Orio.
16. Mage d'Orient de Comptoir Sud Pacifique.
17. Un Bois Vanille de Serge Lutens.
18. Vol De Nuit de Guerlain.

## Vétiver
1. Éclat de Jasmin de Armani Privé.
2. Elle d'Yves Saint Laurent beauté.
3. Fahrenheit 32 de Parfums Christian Dior.
4. Lux créé par Mona Di Orio.
5. Mage d'Orient de Comptoir Sud Pacifique.
6. Vétiver de Guerlain.

## Violette
1. Balenciaga Paris de Balenciaga.
2. Après l'Ondée de Guerlain.
3. Carnation par Mona Di Orio.
4. Daisy de Marc Jacobs.
5. Délices]' de Cartier.
6. Les Caprices de Lolita de Lolita Lempicka.
7. Euphoria de Calvin Klein.
8. Grey Flannel de Geoffrey Beene.
9. [nsolence]' de Guerlain.
10. John Galliano]' de John Galliano.
11. Paris de Yves Saint Laurent Beauté.
12. Parisienne de Yves Saint Laurent Beauté.

## Ylang-ylang
1. Amethyst de Lalique.
2. Carnation par Mona Di Orio.
3. Cinéma Scénario d'Été d'Yves Saint Laurent Beauté.
4. Diva de Ungaro.
5. Fashion Avenue de Bond no 9.
6. Ilaya de Le Monde en Parfum.
7. J'adore de Parfums Christian Dior.
8. La Femme de Sahlini.